# Tramwaje w Cieplicach
Tramwaje w Cieplicach − zlikwidowany system komunikacji tramwajowej w czeskim mieście Cieplice, działający w latach 1895−1959.

## Historia
Pierwsze rozmowy na temat budowy w mieście tramwajów przeprowadzono w 1891. 22 grudnia 1891 wydano zgodę na rozpoczęcie prac przygotowawczych do budowy tramwajów. Od początku planowano tramwaje elektryczne. W lipcu 1893 firma Teplická elektrárenská a malodrážní společnost (TEKG) podpisała umowę z miastem na budowę i eksploatację sieci tramwajowej. Do obsługi pierwszej linii tramwajowej o długości 8,2 km zakupiono 12 tramwajów. Linię otwierano w kilku etapach. Pierwszy odcinek pomiędzy Benešova a głównym dworcem kolejowym o długości 660 m otwarto 25 lipca 1895. 14 października 1895 linię przedłużono do końcówki Dubí. W 1896 otwarto trasę tramwajową od Školního náměstí do Zámecké náměstí. Linię tę dwa lata później wydłużono do Zámecká zahrada. W 1897 wstrzymano kursowanie tramwajów do końcówki Dubí ze względu na zniszczenie linii przez powódź. Ruch na linii przywrócono po dwóch tygodniach. W sierpniu 1900 otwarto trasę tramwajową od Školního do Poštovní náměstí w dzielnicy Šanov. Na linii wybudowano bocznicę do poczty, dzięki czemu tramwajami także rozwożono pocztę. W 1908 wstrzymano ruch tramwajów na linii do końcówki Poštovní náměstí i od tej pory na tej linii kursowały tylko tramwaje, które rozwoziły pocztę. W 1913 na linii w dzielnicy Šanov wznowiono ruch tramwajów pasażerskich oraz wydłużono trasę do Sadové ulici. Po I wojnie światowej na odcinku Školního náměstí − Lipové ulici planowano dobudować drugi tor z powodu dużego ruchu. W 1940 wstrzymano ruch tramwajów na linii do Šanov. Wówczas linię tramwajową zastąpiono komunikacją autobusową. Ruch na linii przywrócono z powrotem pod koniec 1941. Ostatecznie linię tę zlikwidowano w 1950. W latach 1951−1953 przebudowano jednotorową linię pomiędzy Benešovým náměstím i Městskými sály na dwutorową. 1 marca 1956 zlikwidowano linię pomiędzy Řetenicemi a Červeným kostelem. Ostatni fragment linii tramwajowej do Dubí  zlikwidowano 31 stycznia 1959. 